# Северен регион (Камерун)
Вижте пояснителната страница за други значения на Северен регион.
Северният регион (на френски: Nord) е един от регионите на Камерун. Населението му е 2 442 600 жители (по изчисления към януари 2015 г.), а има площ от 66 090 кв. км. Регионът е разделен на 4 департамента. Провинцията е преобразувана в регион след като президентът на страната обявява това през 2008 г.